# Igreja e Torre dos Clérigos
A Igreja e Torre dos Clérigos (século XVIII) é um notável conjunto arquitetónico situado na cidade do Porto, Portugal, sendo considerado o cartão-postal dessa cidade.
O conjunto localiza-se no topo da Rua dos Clérigos, entre as ruas de São Filipe Néri (ou São Filipe Nery) e da Assunção. Integra três elementos principais: a Igreja dos Clérigos, a Torre dos Clérigos e a Casa da Irmandade, que liga a igreja e a torre e em tempos acolheu os outros serviços da Irmandade dos Clérigos. Projetado pelo arquiteto Nicolau Nasoni, este conjunto é um dos mais notáveis exemplos do estilo tardo-barroco em território português e encontra-se classificado como Monumento Nacional desde 1910. É considerada a obra mais emblemática de Nasoni, incorporando, na ornamentação granítica, "uma dinâmica morfologia rococó a par de linhas de continuidade vernácula, senão mesmo epimaneirista". Os elementos arquitetónicos mais marcantes do conjunto caracterizam-se pela irregularidade e exagero das formas, que originam um efeito cénico surpreendente. "Salientam-se as plantas irregulares, as fachadas onduladas, realçadas por uma contraposição de saliências, sacadas e reentrâncias, arcos interrompidos, e uma grande profusão de variadas janelas, complementadas pela exuberante torre sineira".
Nasoni foi enterrado nesta igreja, na qual empenhou muito tempo e dedicação, tendo sido revelada, na ampla reabilitação realizada recentemente, uma cripta onde poderá encontrar-se a sua sepultura.

## Historial
A história do conjunto arquitetónico dos Clérigos prende-se com a Irmandade dos Clérigos, uma associação de fiéis que foi fundada no início do século XVIII com o objetivo de prestar assistência ao clero. A criação efetiva desta irmandade teve lugar entre abril e junho de 1707 e resultou da fusão de três confrarias portuenses de clérigos seculares que tinham como missão comum ajudar os clérigos na pobreza, na doença e na morte: a Confraria de Nossa Senhora da Misericórdia dos Clérigos Pobres, a Congregação de São Filipe Néri e a Irmandade de São Pedro «ad Vincula» (São Pedro acorrentado). A Irmandade dos Clérigos teria como padroeiros Nossa Senhora da Assunção (padroeira principal), São Pedro e São Filipe Néri, o que se reflete na configuração do brasão da Irmandade, que conjuga o monograma de Maria (AM), as chaves e a tiara papal de São Pedro e a açucena de S. Filipe Néri.

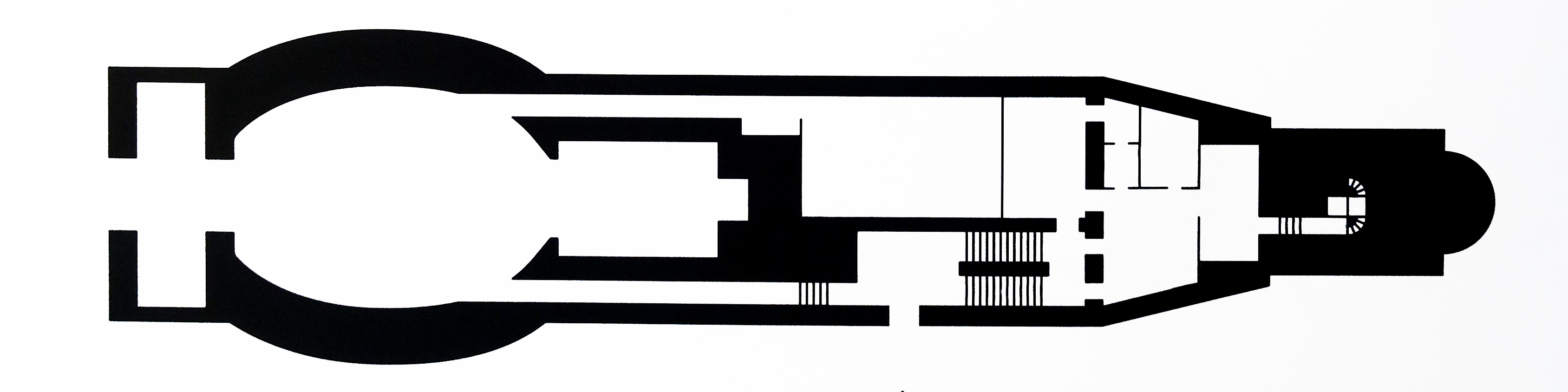
Esquema do conjunto com a Igreja (à esquerda), a Casa da Irmandade (ao centro) e a Torre (à direita).

Num tempo em que em Portugal o clero era muito numeroso, muitos dos seus membros enfrentavam grandes dificuldades ao longo da vida, pelo que a concentração de toda a assistência numa única instituição representou um assinalável volume de serviços e uma dinâmica que rapidamente tornou clara a insuficiência das instalações iniciais, localizadas em casa emprestada: a Igreja da Misericórdia. Na década de 1720 começou a ser equacionada a construção de instalações próprias, o que viria a concretizar-se na década seguinte na sequência da doação de um terreno no então designado lugar da Cruz da Cassoa, uma zona com conotações negativas devido à proximidade do Adro dos Enforcados, local de execução de sentenças de morte e sepultamento dos condenados.
A necessidade urgente de um espaço próprio permitiu ultrapassar os estigmas resultantes da peculiar vizinhança e, em 1731, quando era presidente o deão Jerónimo de Távora e Noronha, foi solicitado um projeto para a nova igreja a Nicolau Nasoni, um italiano originário da Toscânia que chegara a Portugal seis anos antes, vindo de Malta (onde trabalhou para António Manuel de Vilhena, grão-mestre da Ordem de Malta), para realizar trabalhos na Sé do Porto. Ao longo de mais de três décadas Nasoni viria a ser autor não apenas da igreja mas de todo o conjunto dos Clérigos. Esta extensa edificação foi implantada num local difícil, com declive acentuado, o que exigiu grande cuidado na adaptação ao terreno; tem uma disposição longitudinal, com um longo corpo central a ligar os dois elementos mais marcantes do conjunto, a igreja e a torre, posicionadas nos extremos. No essencial podem distinguir-se três etapas de construção: primeiro foi construída a igreja (1732-1749), seguindo-se o edifício da Irmandade, que liga a igreja à torre (1754-1758) e, por último, a emblemática torre (1754-1763). Foram responsáveis pela obra o mestre pedreiro António Pereira (que abandonou o cargo ainda em 1732 devido a desentendimentos com a Irmandade), o entalhador Miguel Francisco da Silva e, na última fase, o mestre Manuel António de Sousa.

## Igreja dos Clérigos

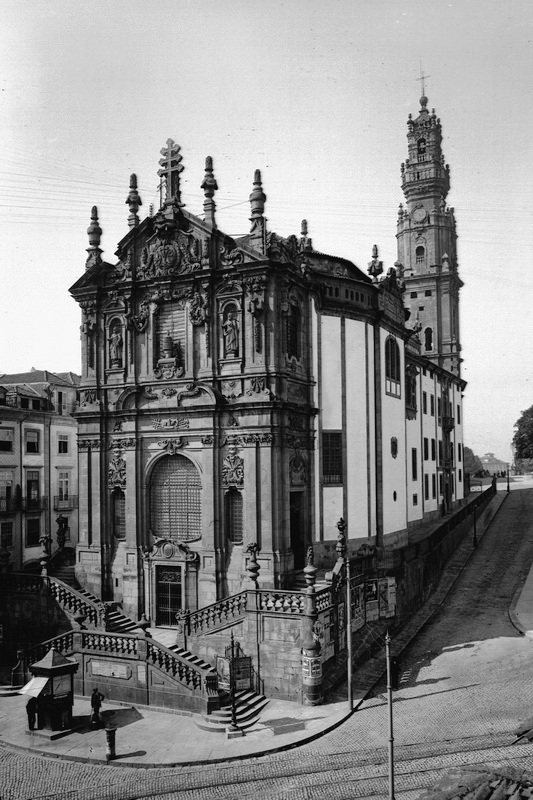
Conjunto dos Clérigos

As obras de construção da igreja foram demoradas. Tiveram início em 1732, prolongando-se até 1749, com uma interrupção entre 1734 e 1745 e mudanças de rumo quanto a alguns aspetos estruturais e da configuração final do edifício, ficando a fachada terminada em 1750. A primeira missa foi celebrada em 1748, com o templo ainda por terminar, mas a sagração só teria lugar muitos anos depois de terminado o conjunto, em 1779.
A igreja foi construída essencialmente em granito e apresenta uma nave única, coberta por cúpula, com o brasão da Irmandade dos Clérigos ao centro. A planta é elíptica e nas duas paredes laterais abrem-se dois púlpitos de pregação e quatro altares – altar do Santíssimo Sacramento, de Nossa Senhora das Dores (ou do Senhor morto), de Santo André Avelino e de São Bento. A opção pelo abandono de duas torres laterais, inicialmente previstas no alinhamento dos púlpitos, obrigou a um reforço estrutural, determinando a construção de paredes exteriores duplas, mais estáveis, com corredores de passagem em serventia rodeando a nave, que permitem aceder a zonas mais elevadas como o coro-alto e disfrutar da visão interior da nave e da capela-mor a partir de pontos de vista inesperados. A capela-mor, oblonga, foi alvo de diversas modificações importantes a partir de 1750 – aquando da construção do corpo central, entre a igreja e a torre –, e acolhe um altar-mor em mármore de várias cores, de inspiração rococó e com risco de Manuel dos Santos Porto (executado entre 1767 e 1780 pelo canteiro Joaquim da Silva Mafra), onde se destaca, ao centro em posição elevada, a imagem de Nossa Senhora da Assunção e, nos flancos, as imagens em madeira policromada de São Pedro ad Vincula e S. Filipe Néri. De um lado e de outro da capela-mor localizam-se, em posição simétrica, cadeirais em madeira de Jacaranda ricamente trabalhada (1774-1777) e, acima deles, dois órgãos ibéricos de talha barroca (1774-1779) que permanecem funcionais no presente.
Estilisticamente o edifício revela o domínio de fontes do classicismo romano seiscentista, que Nasoni adequa à ambiência, aos gostos e materiais disponíveis, sem deixar de seguir, na estrutura oval da nave e no barroquismo da fachada, modelos romanos – de Carlo Rainaldi, em Santa Maria in Campitelli, por exemplo –, completamente invulgares no panorama construtivo portuense da época. A fachada é relativamente estreita, o que acentua a sua altura e monumentalidade, apresentando uma composição cenográfica que encobre o corpo da igreja e tira partido de um amplo leque de elementos decorativos de cariz tardo-barroco (comuns à formação pictórica de Nasoni); é antecedida por uma escadaria dupla de lanços cruzados  que permite o acesso à Capela da Senhora da Lapa, situada por baixo da igreja e que em tempos terá servido de casa mortuária. Encimada por um frontão pontuado pela Cruz Papal de três braços e pelo monograma de Maria (com o A e o M entrelaçados), a fachada integra, na zona superior, uma janela ladeada por dois nichos com as imagens em pedra de S. Pedro e S. Filipe Néri. Nesta frontaria o trabalho decorativo atinge o auge, "sendo talvez a linguagem mais barroca presente em todo o edifício, na qual Nasoni combina linhas retas com linhas semicirculares, decorando-a com motivos ornamentais e simbólicos, entre os quais cartelas, grinaldas, festões, volutas, feixes vegetalistas, jarrões e fogaréus".

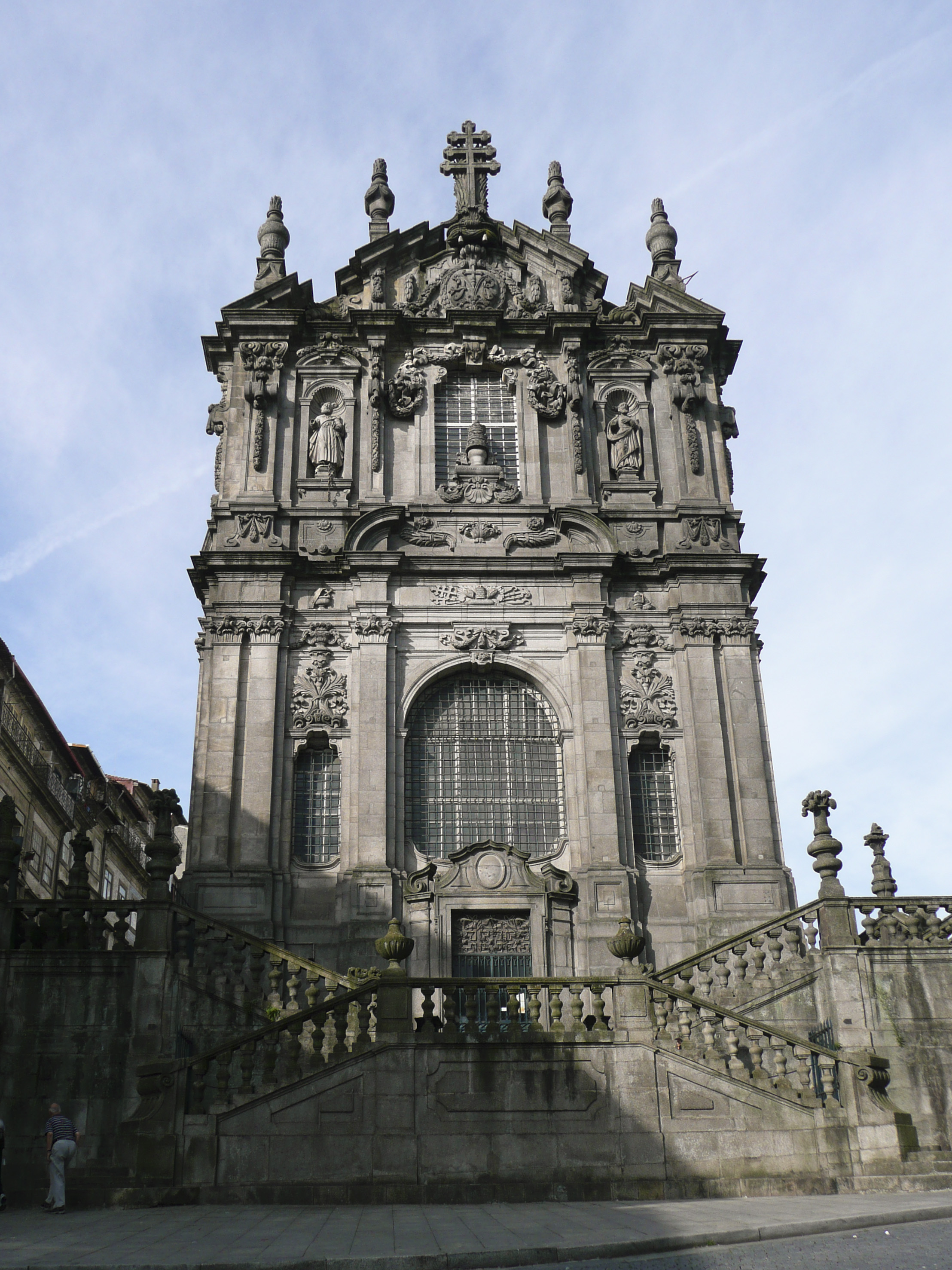
Fachada da igreja
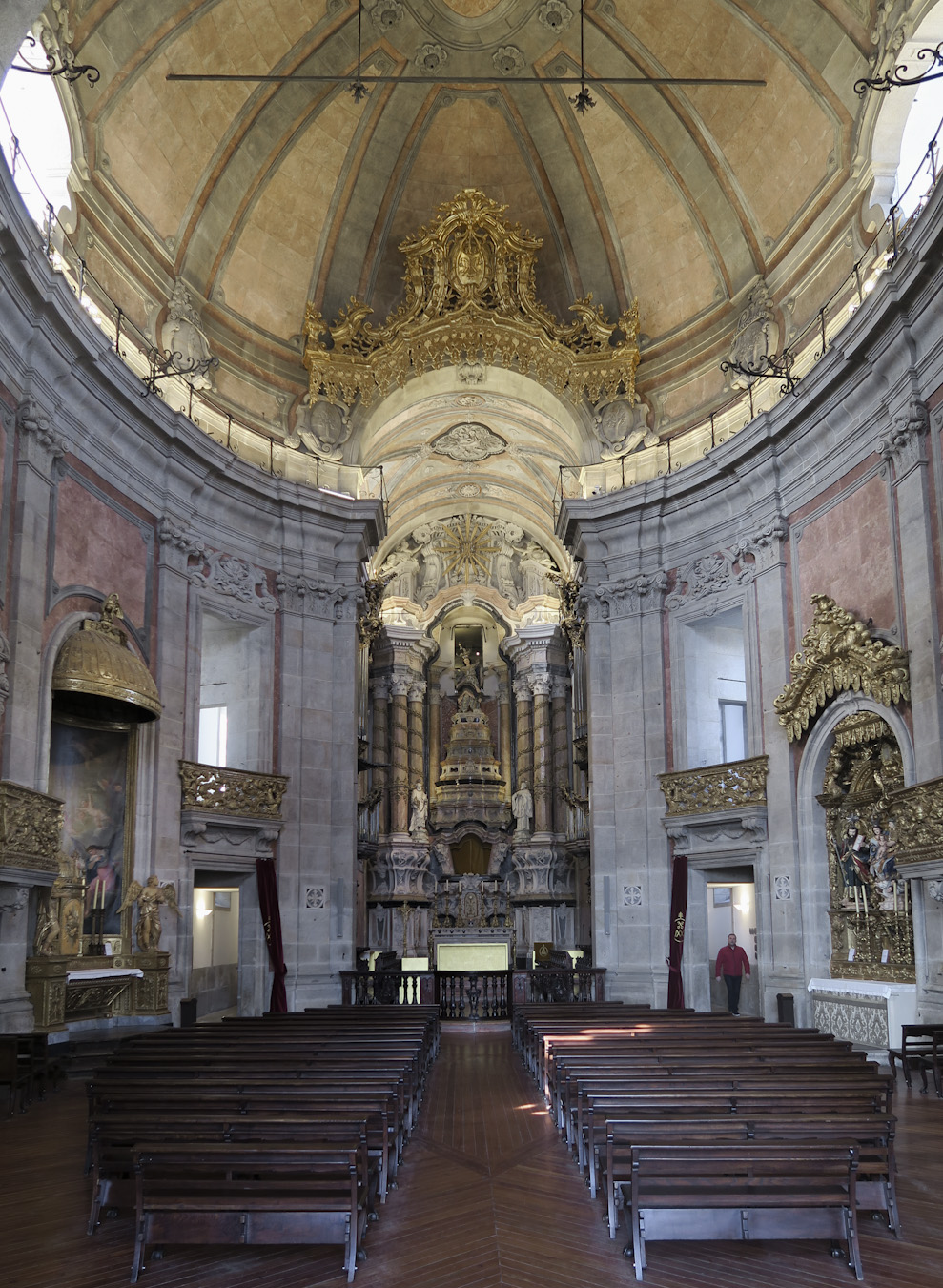
Interior da igreja
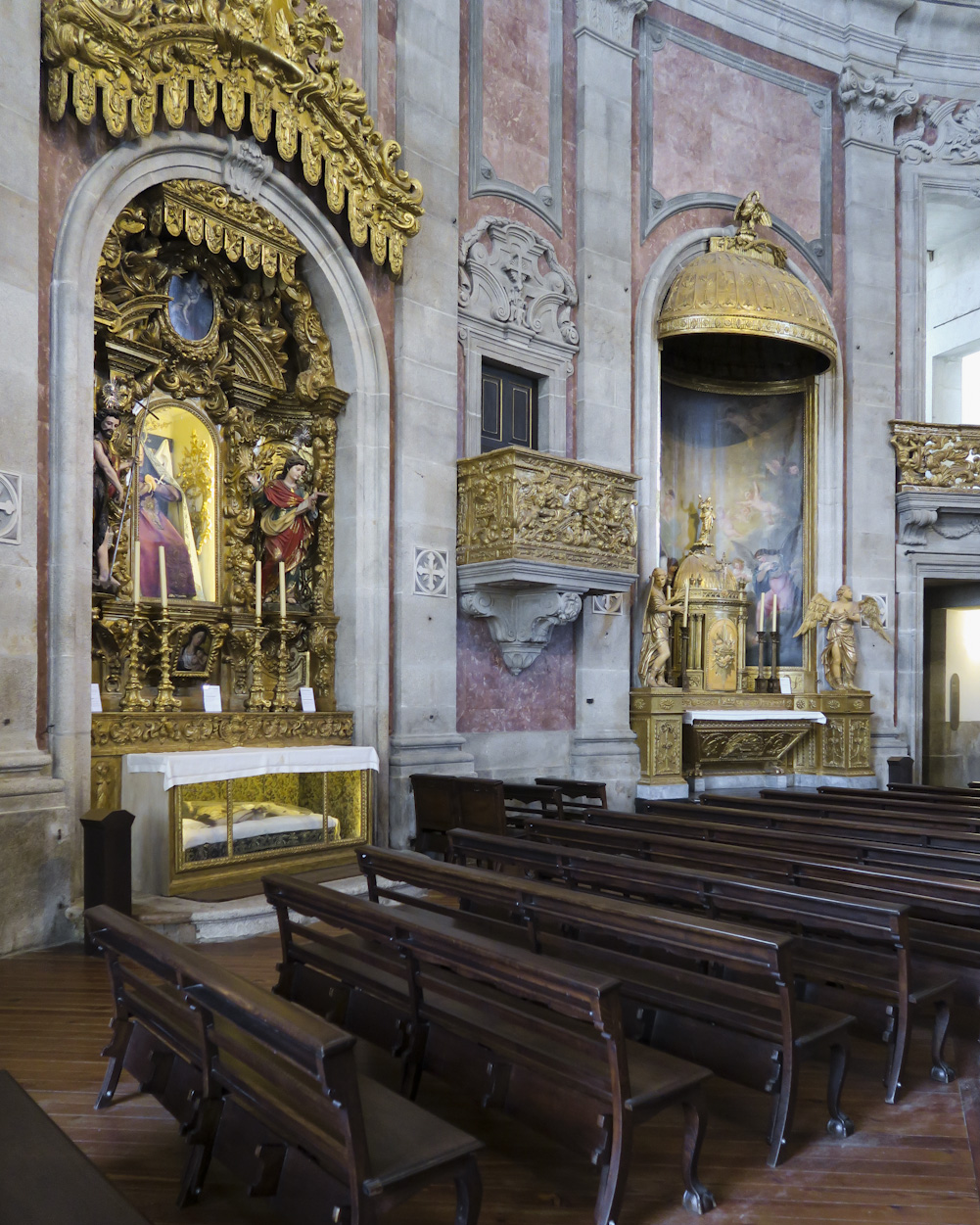
Altar do Senhor Morto, Púlpito, Altar do Santíssimo
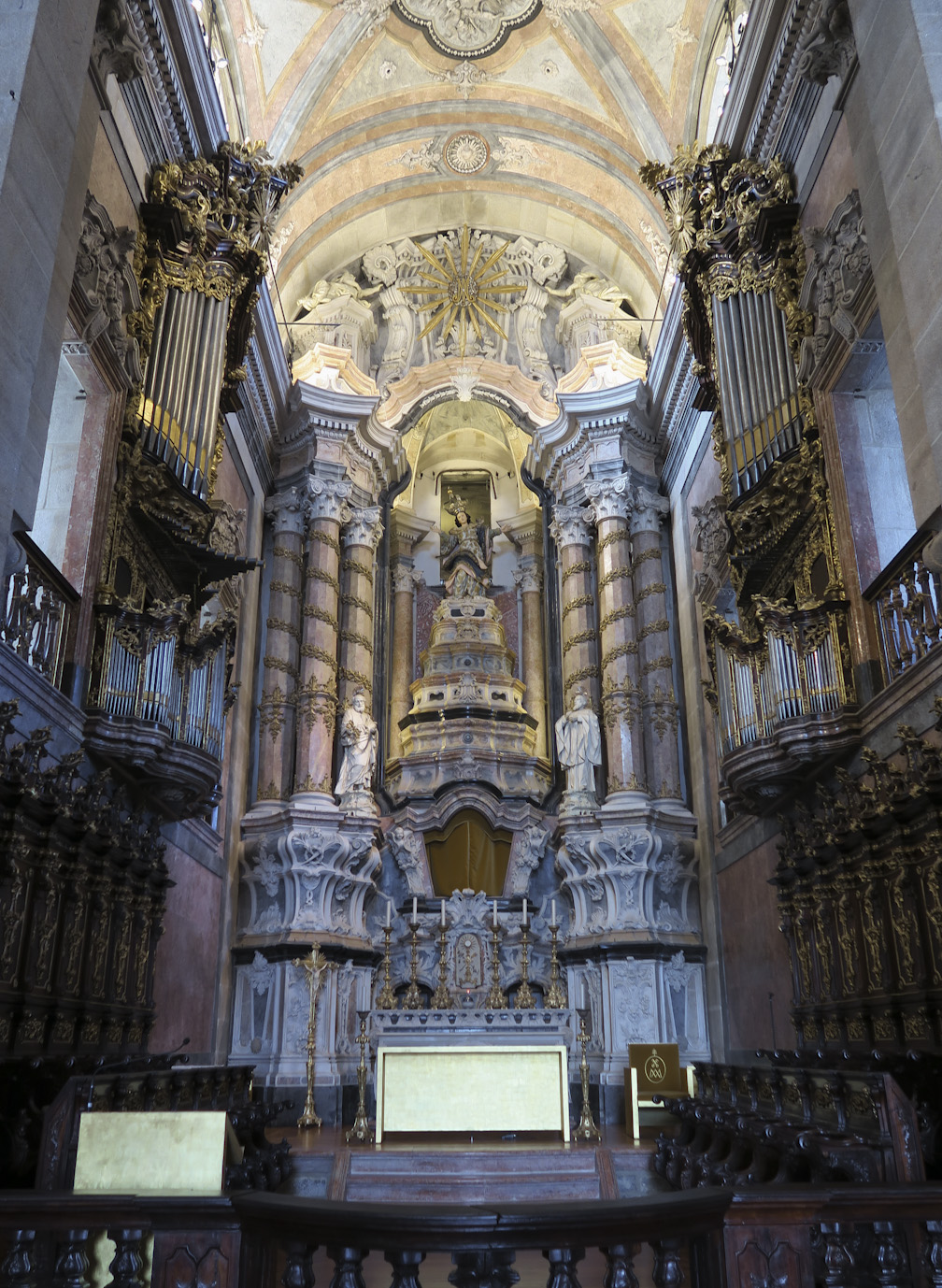
Capela-mor
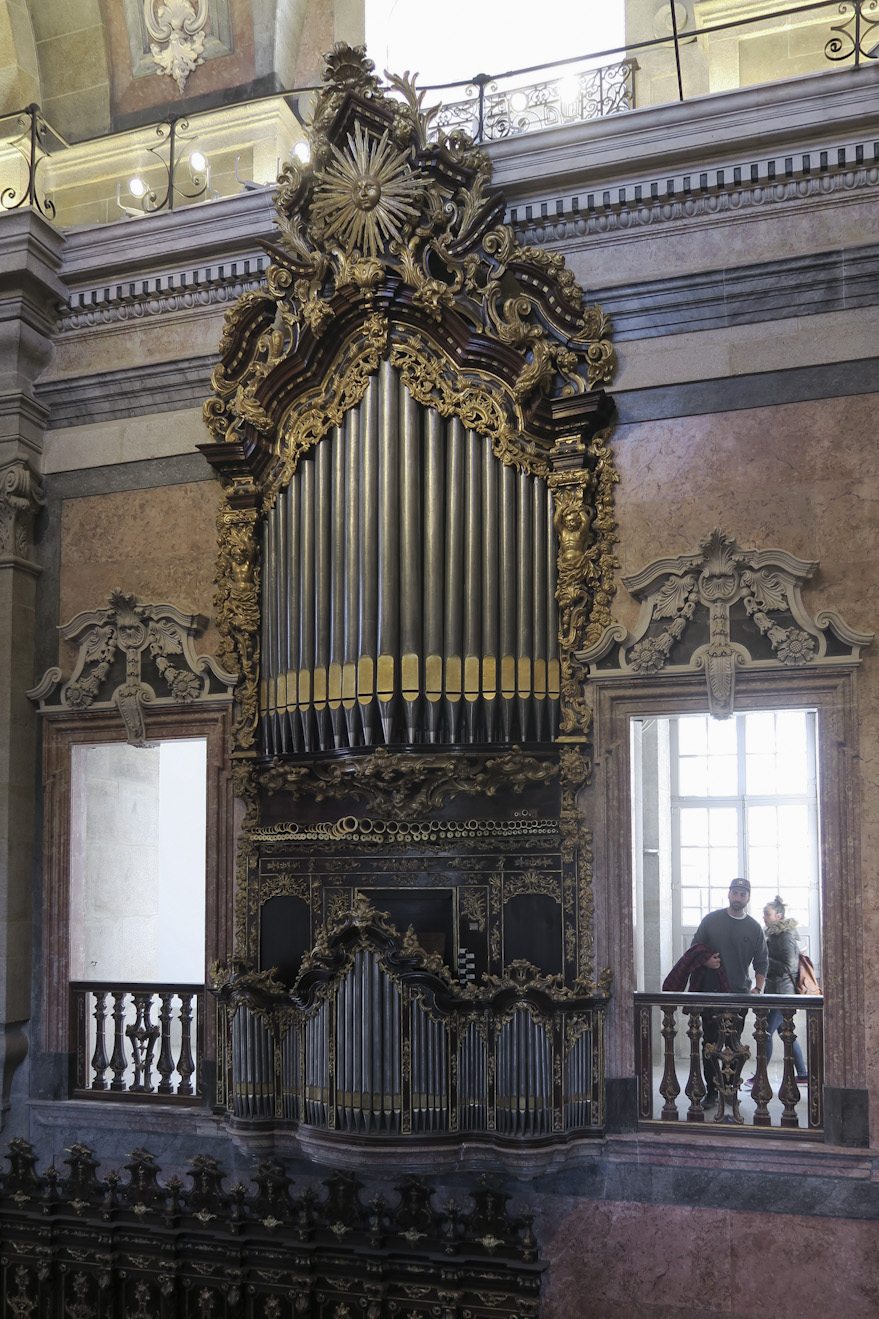
Órgão
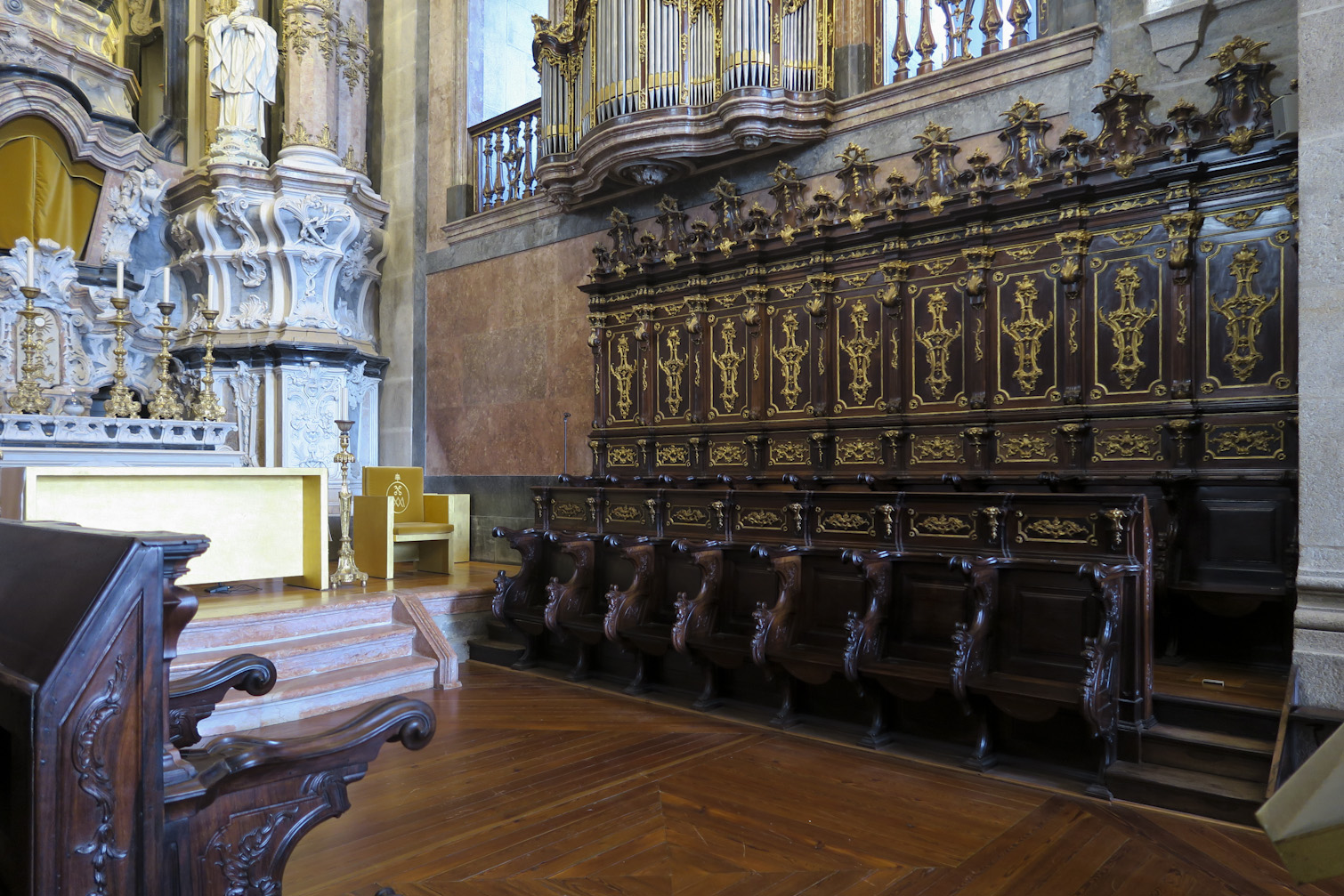
Cadeiral
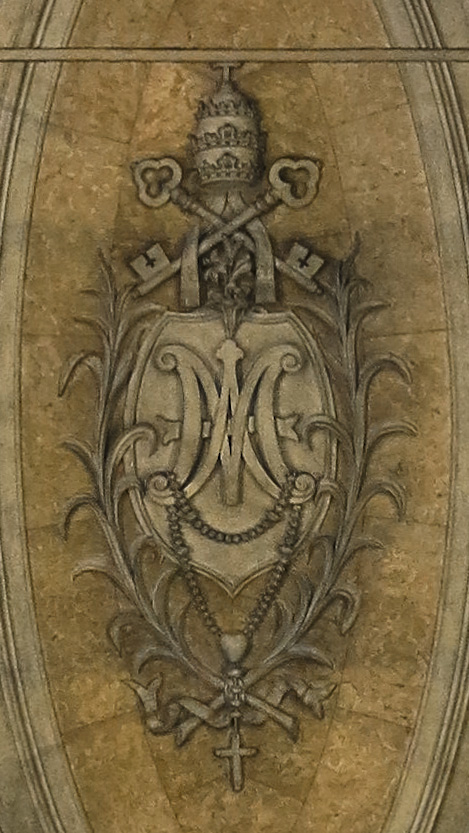
Brasão da Irmandade (cúpula da igreja)

## Casa da Irmandade
Concluída a igreja, a irmandade começou a pensar na necessidade de se construírem instalações adicionais capazes de viabilizar a ampliação da capela-mor e de acolher um conjunto de serviços imprescindíveis. Em 1750 a Irmandade adquire o terreno denominado Adro dos Enforcados e, três anos mais tarde, com a doação do restante terreno necessário, têm início as obras de construção da Casa da Irmandade, que se prolongam até 1758. Este edifício apresenta uma sobriedade em tudo distinta da sobrecarga decorativa da igreja. Nasoni opta por um esquema arquitetónico mais tradicional, com uma planta de paredes retas dispostas ortogonalmente, exceto na zona de afunilamento que faz a transição para a torre. Genericamente, foram quatro as valências consideradas para o novo edifício: residência do reitor, salão nobre e arquivo, enfermaria e residência para padres necessitados. Esta foi, por assim dizer, a primeira casa sacerdotal do país.
Hoje, a Casa da Irmandade foi transformada em espaço museológico, propiciando um recuo no tempo e permitindo o acesso a zonas que em tempos foram privadas e destinadas ao quotidiano da Irmandade dos Clérigos. No Salão Nobre (ou Casa do Despacho) encontramos uma mesa monumental. Era aqui que se reuniam os mesários da Irmandade para discutir e decidir sobre matérias de gestão administrativa e financeira. Ao longo das paredes dispõem-se pinturas retratando figuras de relevo da Irmandade (presidentes, tesoureiros e beneméritos) e, na parede de topo, destaca-se o painel de Nossa Senhora da Assunção. Percorrendo as outras dependências, a Sala do Cofre, o Cartório, ou a antiga enfermaria, "percebe-se que o Museu possui um acervo constituído por bens culturais de valor artístico considerável, do século XIII até ao século XX, que se espraia nas coleções de escultura, pintura, mobiliário e ourivesaria. [...] A enfermaria da Irmandade dos Clérigos que funcionou até finais do século XIX dedicada ao tratamento dos clérigos doentes, foi convertida num espaço expositivo, e acolhe atualmente a coleção Christus. Esta exposição, concebida a partir da doação de uma coleção por parte de um colecionador particular, [...] conta uma história complementada com objetos, outrora de devoção, considerados hoje legados culturais de interesse".
De entre as peças artísticas guardadas no conjunto dos Clérigos destaque-se a Urna do Santíssimo Sacramento, hoje situada no coro-alto. Da autoria de Nasoni, esta peça única em talha dourada é encimada pelo Cordeiro de Deus; a decoração é profusa e integra cruzes em grinaldas, anjos e vários elementos espelhados. Esta urna sacrário destinava-se a colocar a hóstia consagrada («Sagrada Reserva» ou «Reserva Eucarística») na Quinta-feira Santa, após celebração da Missa que evoca a instituição da Eucaristia, na Última Ceia. De entre tantas outras peças de valor, assinalem-se ainda o acima citado painel de Nossa Senhora da Assunção, com a imagem de Nossa Senhora a ser levada ao Céu por um conjunto de anjos (no Salão Nobre), a imagem do Arcanjo S. Miguel (situada em frente à atual entrada do monumento, na Rua de São Filipe Nery), ou a imagem do Senhor dos Esquecidos da Salvação, que em tempos pertenceu ao altar localizado no topo da enfermaria.

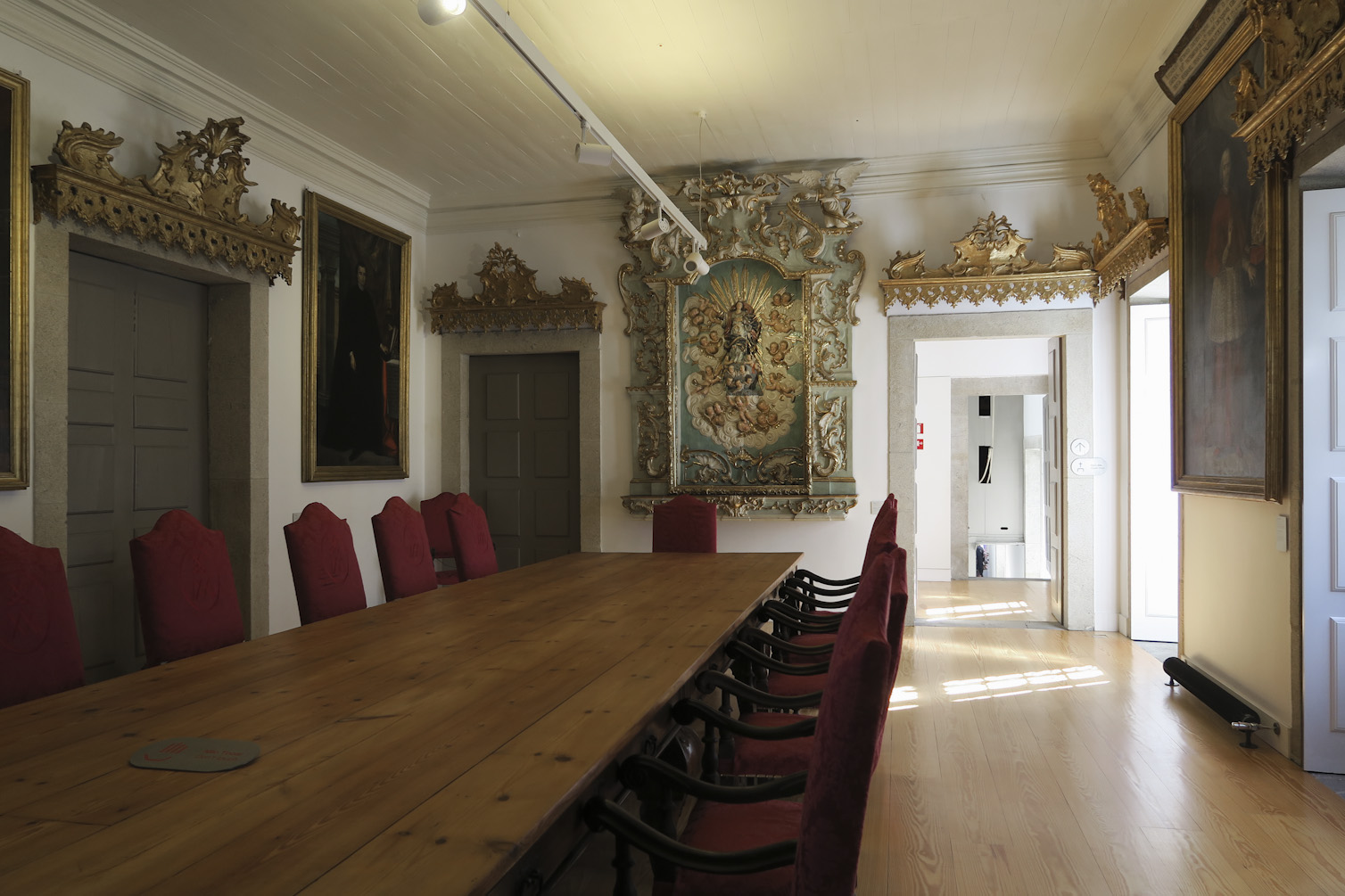
Salão Nobre
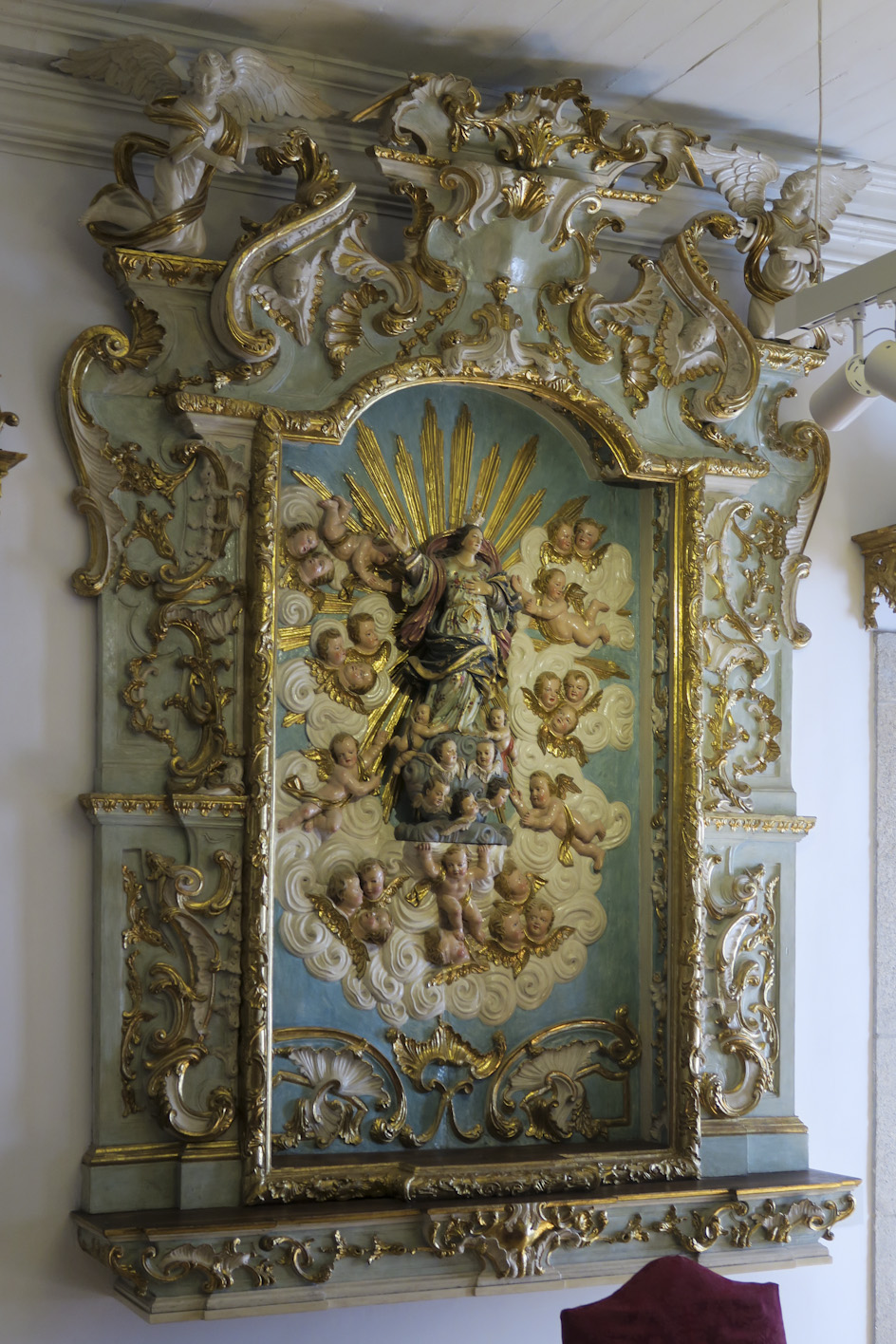
Painel de Nossa Senhora da Assunção
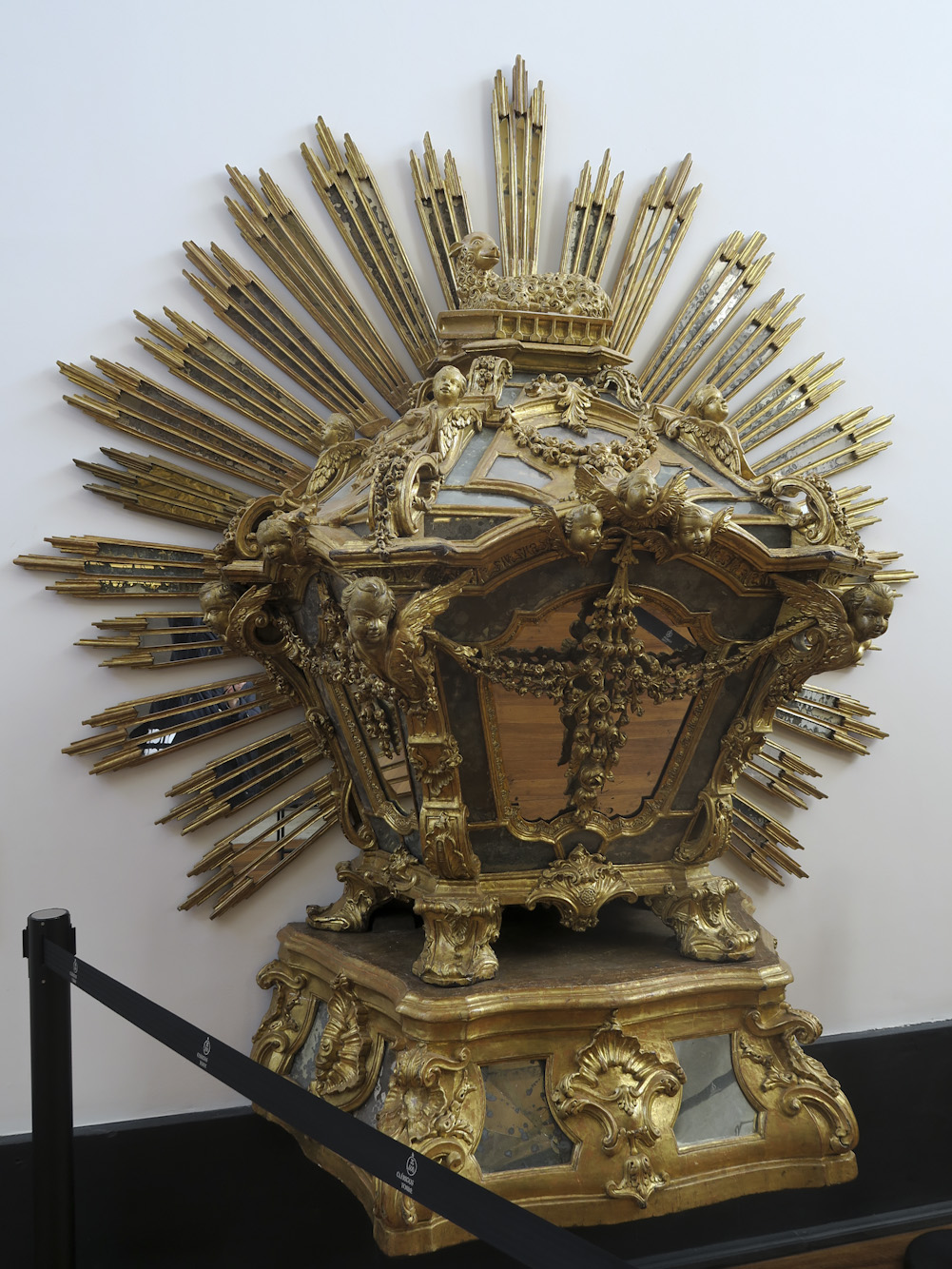
N. Nasoni, Urna do Santíssimo Sacramento
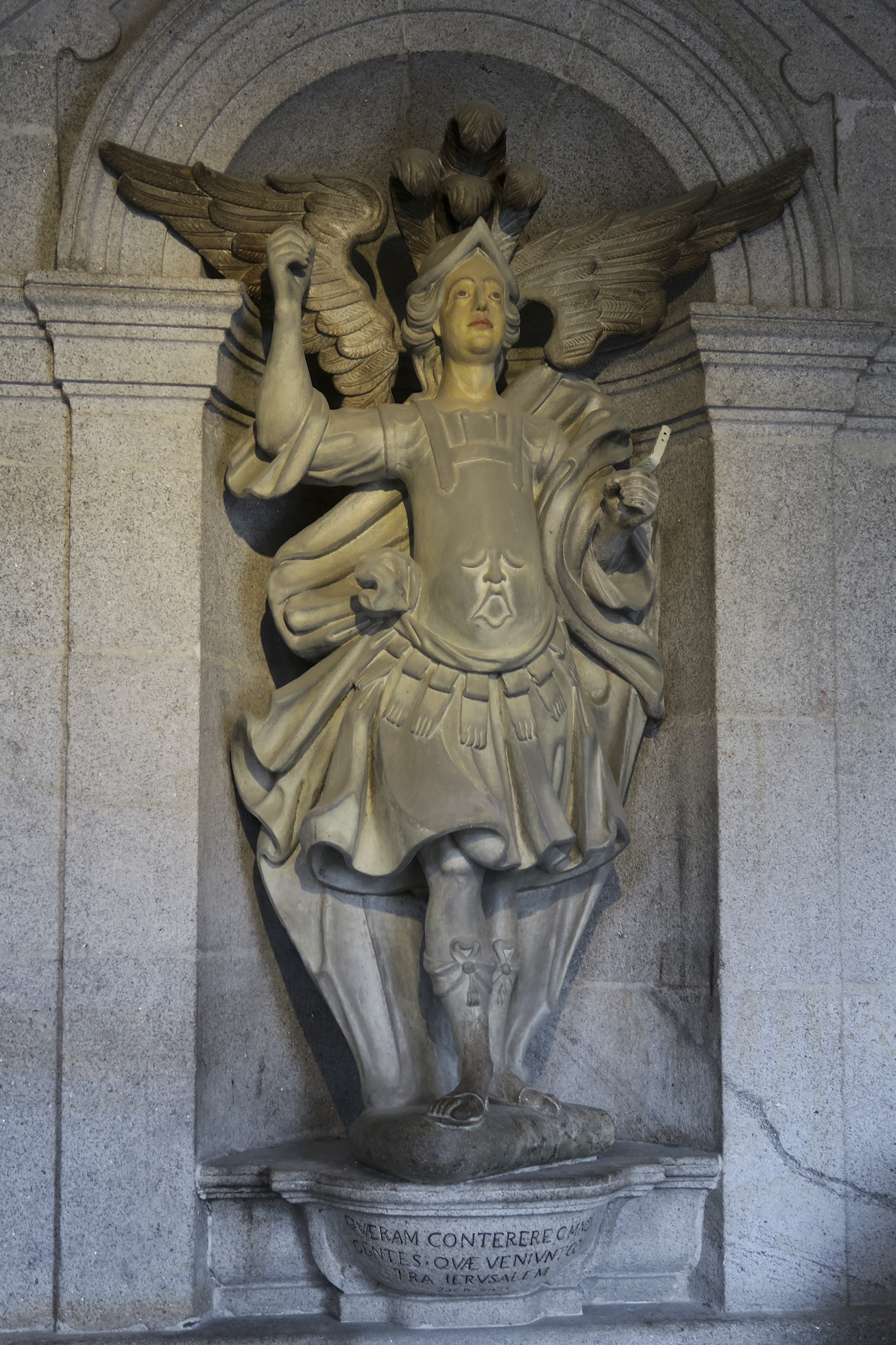
S. Miguel Arcanjo
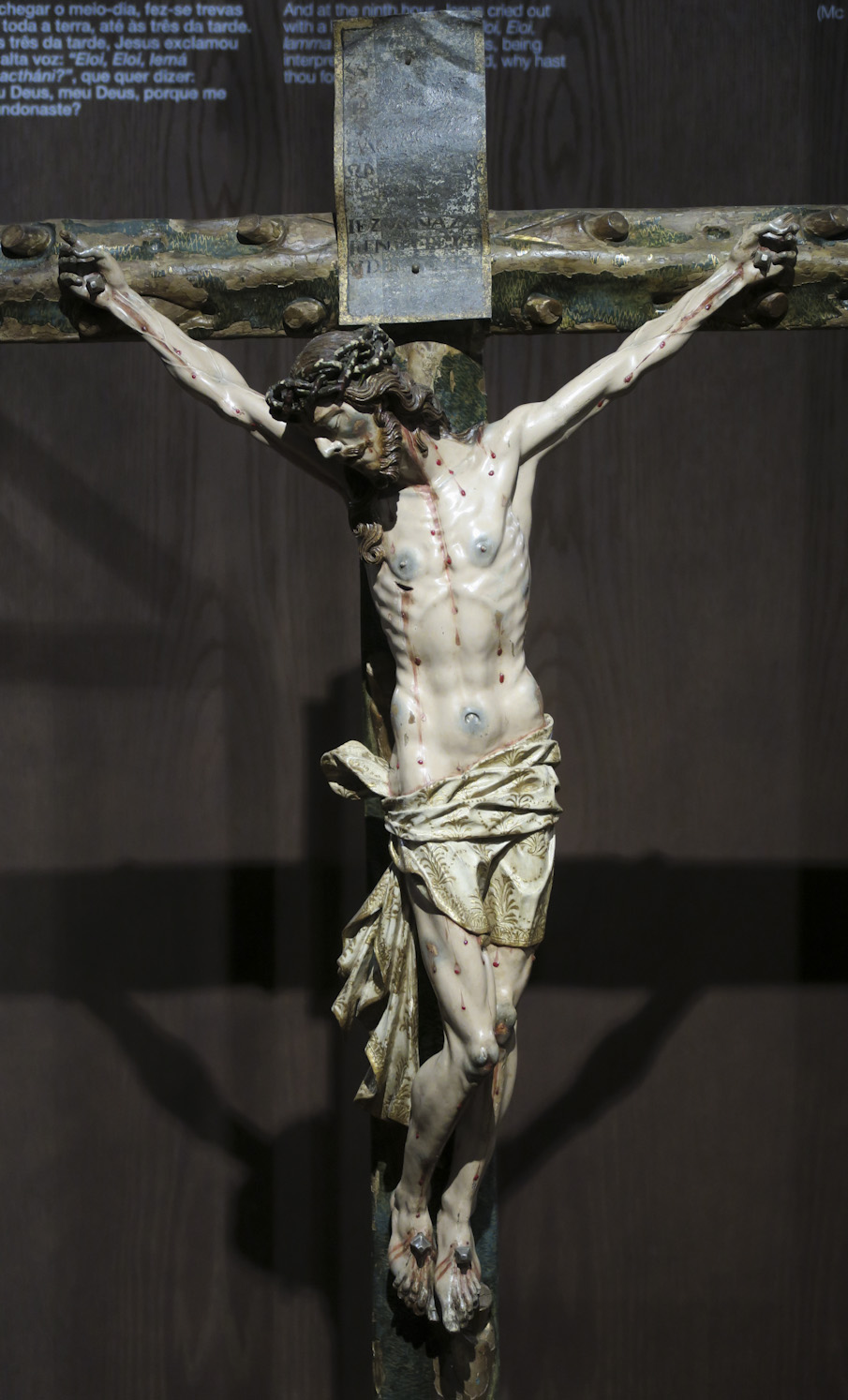
Calvário, séc. XVII-XVIII

## Torre dos Clérigos

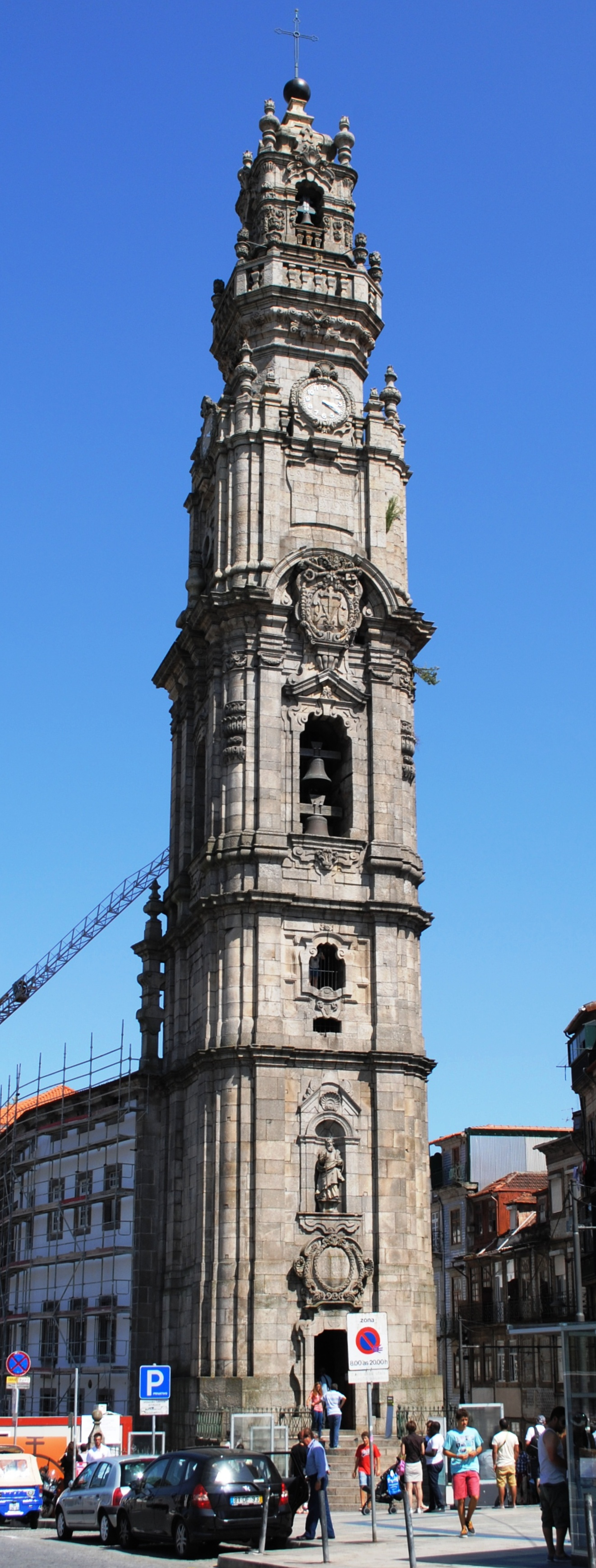
Torre dos Clérigos

No ano de 1753, a pedido da Irmandade dos Clérigos, Nicolau Nasoni apresentou o projeto para uma torre sineira para o conjunto dos Clérigos, que haveria de substituir as duas torres inicialmente previstas para as fachadas laterais da igreja. No ano seguinte iniciavam-se as obras daquela que viria a ser "a mais bela e altaneira Torre, dominando toda a paisagem urbana do Porto". Em 1763, depois de colocadas a cruz de ferro no topo e a imagem de São Paulo no nicho sobre a porta, as obras desta obra maior do arquiteto italiano e verdadeiro ex-libris da cidade do Porto foram dadas por concluídas.
Construída em granito, as características estilísticas Torre dos Clérigos são consideradas exemplares da espetacularidade do barroco. Segundo Vítor Serrão, esta obra assemelha-se no perfil e na linguagem barroco-romana à Torre Nueva da Sé de Saragoça do italiano Giovan Battista Contini, que Nasoni pode não ter conhecido, mas que revela o domínio das mesmas fontes do classicismo romano do século XVII.  A Torre dos Clérigos ergue-se a uma altura de 75 metros e é escalonada em seis andares de escala diversa, terminando num belo e audacioso coroamento. Na fachada frontal abre-se a porta de entrada, encimada por um nicho com a imagem de São Paulo  . Possui dois campanários e um carrilhão com 49 sinos, um dos maiores do país (adquirido em 1995). A comunicação vertical realiza-se através de uma escada interior com um total de 225 degraus, que dá acesso a dois varandins, em níveis diferenciados, de onde se disfruta uma ampla vista panorâmica sobre a cidade do Porto e arredores. "Numa perspetiva a 360°, o visitante frui de um momento único, quer de dia ou de noite, quando em épocas especiais, a torre abre as suas portas até às 23h00. A Torre dos Clérigos é incontestavelmente o ex-líbris da cidade, e um excelente miradouro sobre esta".
Para além de servir como torre sineira, esta edificação teve outras utilizações ao longo dos anos: serviu para marcar o tempo (através de um disparo diário de pólvora seca que assinalava o meio dia); foi telégrafo comercial; foi utilizada como marco de orientação para as embarcações que rumavam no rio Douro; serviu para hastear uma bandeira quando chegava o "paquete" para que os comerciantes soubessem da sua aproximação; foi ponto estratégico para combates militares e políticos; e nos dias de hoje é, indubitavelmente, uma das mais importantes atrações turísticas da cidade do Porto.
A torre recebeu 665 785 visitantes em 2017.

## Impacto
O conjunto dos Clérigos é consensualmente considerado uma obra de referência, não apenas no que respeita ao período barroco em território português, mas no próprio âmbito do rico e diversificado património arquitetónico da cidade do Porto. Ouçamos as palavras do historiador Paulo Pereira:
"Se houver que escolher um ex-libris monumental para a cidade do Porto, a Igreja e Torre dos Clérigos são, sem dúvida, os edifícios que mais se destacam, quer pela sua originalidade, quer pela sua implantação na paisagem urbana de uma cidade densa e, até certo ponto, já por isso «barroca». O edifício assume ainda maior protagonismo pela forma como foi trabalhada a pedra que lhe serve de estrutura, com um esmero sofisticado, quase um trabalho de talha com valores pictóricos".
O conjunto foi alvo de um importante programa de restauro já no século XXI, tendo sido reinaugurado a 12 de dezembro de 2014, com missa solene e a presença do primeiro ministro de Portugal. O Restauro e Recuperação da Igreja e Torre dos Clérigos, da autoria do Arq.º João Carlos dos Santos, recebeu desde então diversos prémios: menção honrosa no prémio IHRU 2015; Prémio Vasco Vilalva para a recuperação e valorização do património 2015; Prémio da União Europeia para o Património Cultural / Prémios Europa Nostra 2017.
Em dezembro de 2015 a Irmandade ofereceu a chave dos Clérigos ao presidente da Câmara do Porto, num gesto simbólico de abertura à comunidade.
Este conjunto histórico encontra-se aberto ao público, permitindo a sua visita, com entrada pela Rua de São Filipe Nery. Em junho de 2015, a Irmandade dos Clérigos anunciou que, ao fim de 250 anos, o monumento abrirá as suas portas em horário noturno mediante uma marcação prévia. Em 2016, a Igreja e Torre dos Clérigos registou 625 mil visitantes, maioritariamente estrangeiros. Em termos percentuais destaquem-se os espanhóis (45%), seguidos dos portugueses (15%), franceses (13%), brasileiros (7%), alemães (5%) e britânicos (3%).

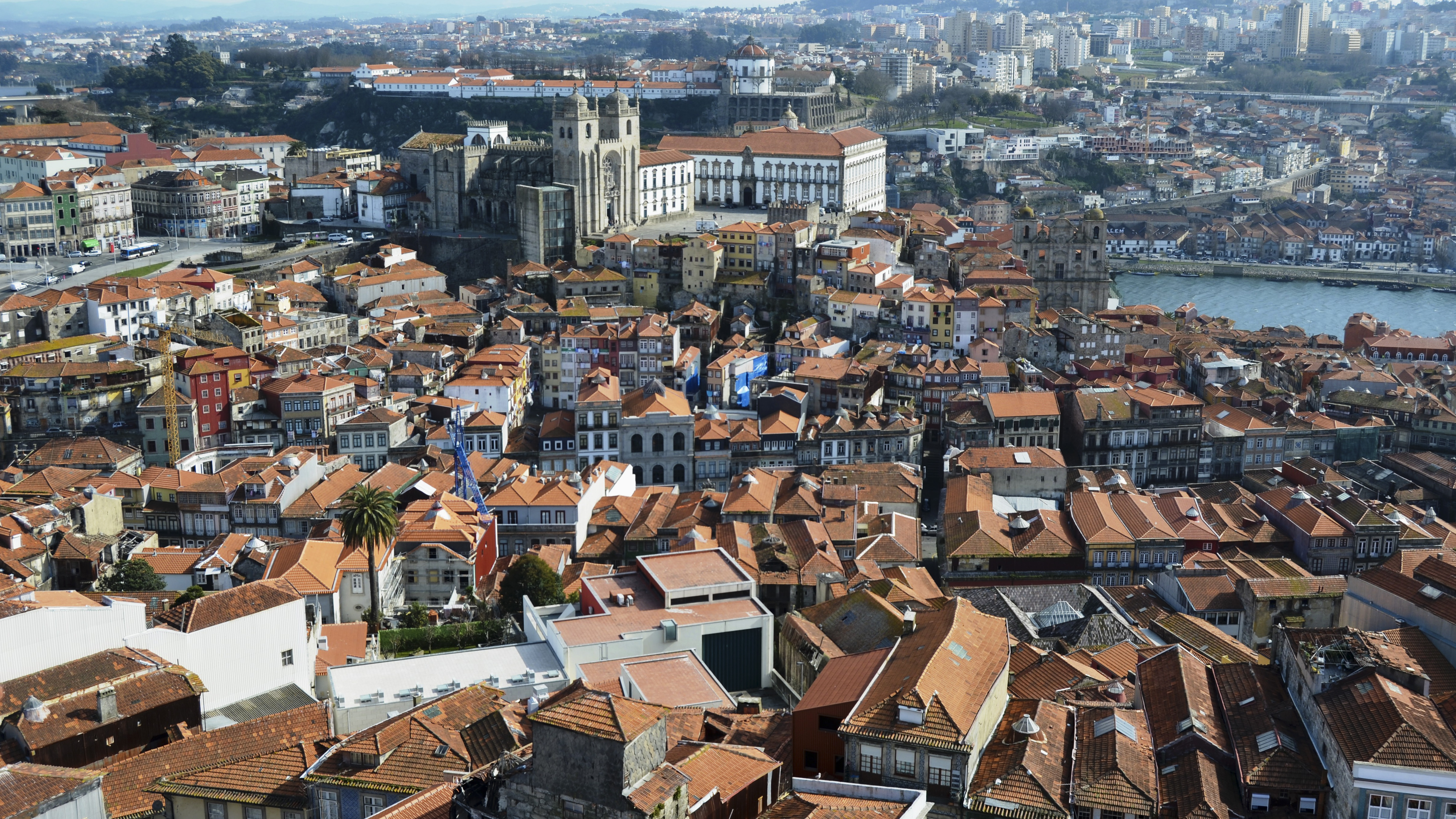
Vista do Porto a partir da Torre
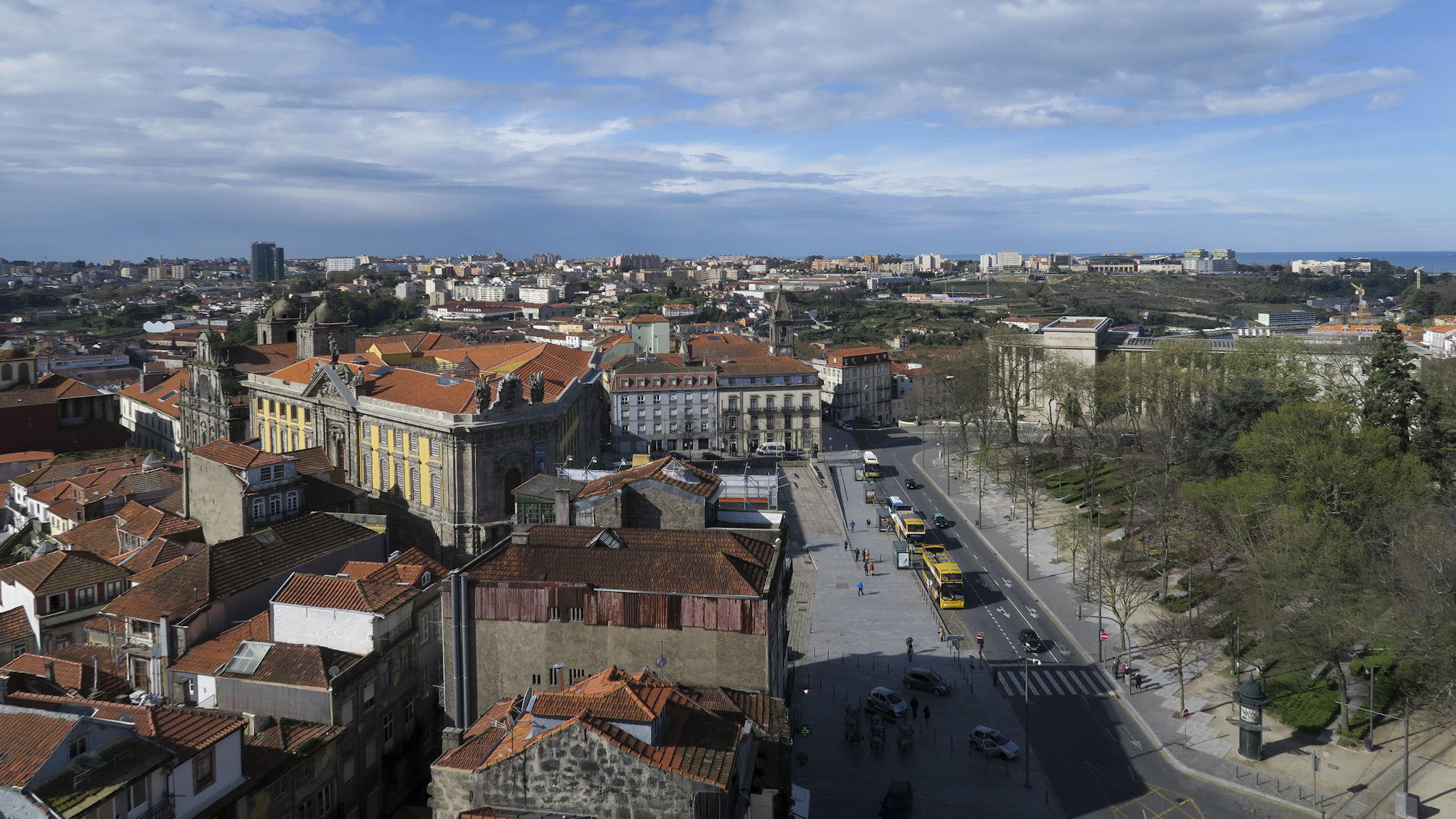
Vista do Porto a partir da Torre
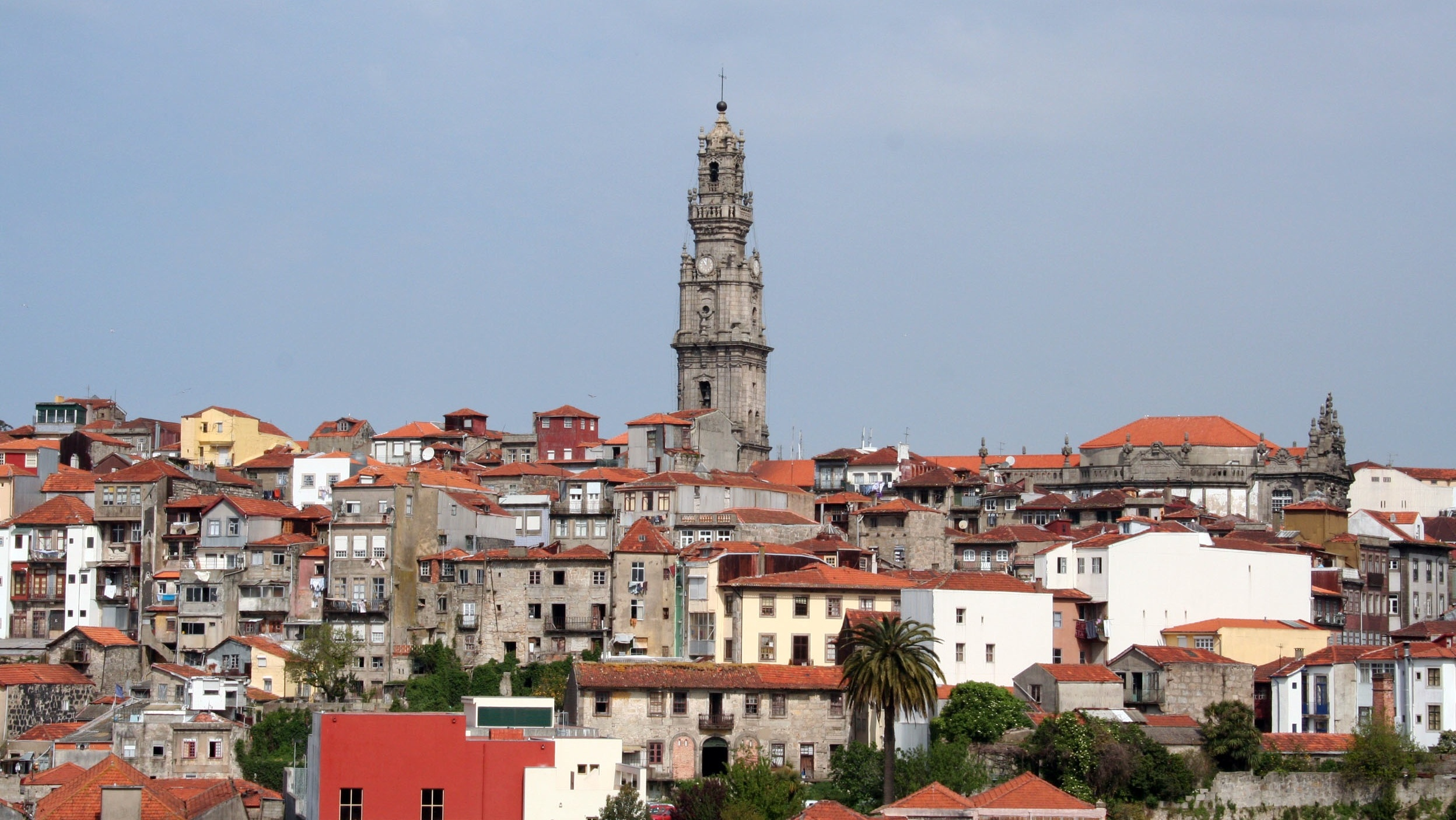
Torre dos Clérigos vista à distância
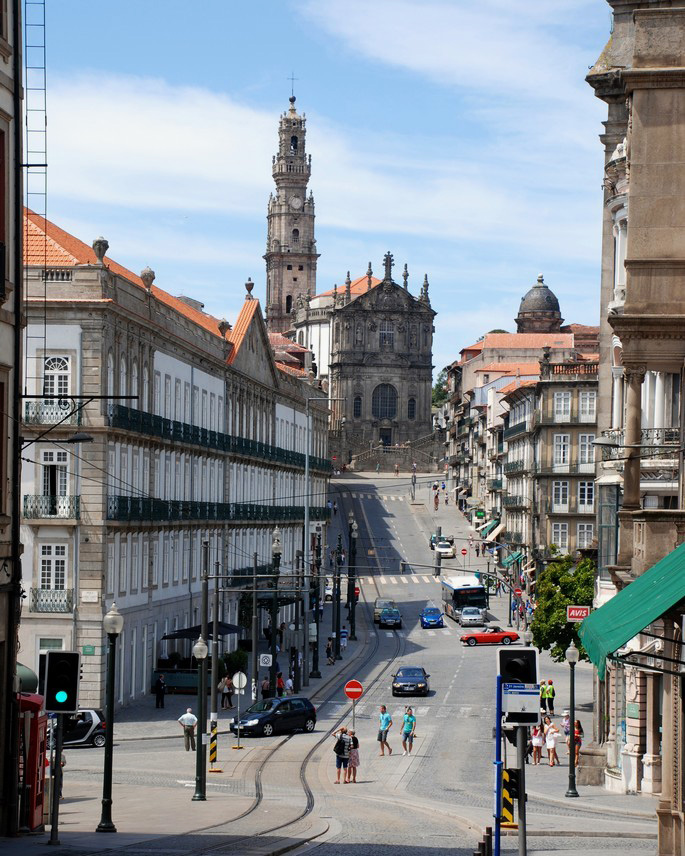
Conjunto dos Clérigos visto à distância